# Fernando Ocáriz Braña

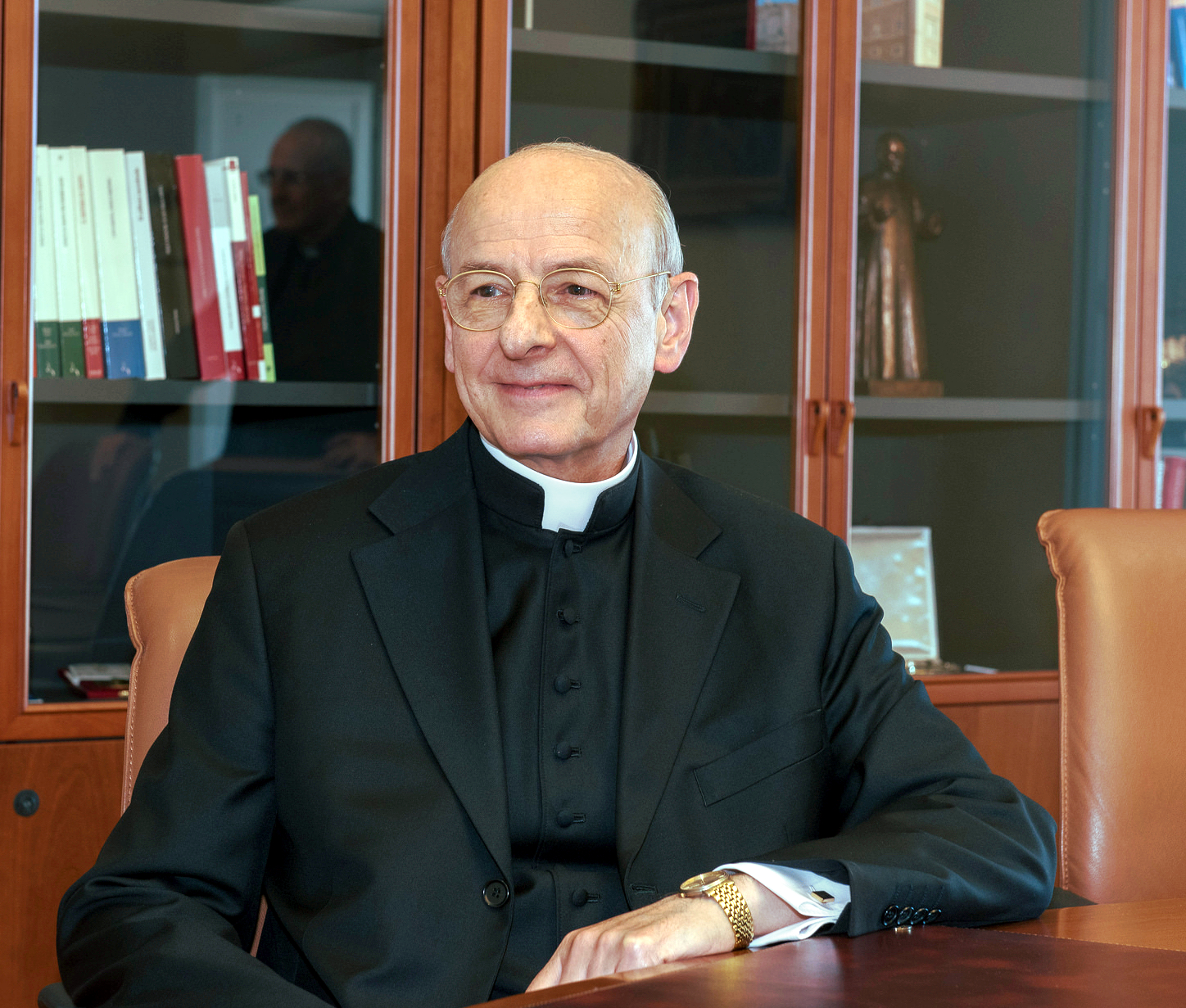
Fernando Ocáriz Braña

Fernando Ocáriz Braña (* 27. Oktober 1944 in Paris) ist ein spanischer Geistlicher und römisch-katholischer Theologe. Er ist seit 2017 Prälat des Opus Dei und Großkanzler der Päpstlichen Universität Santa Croce in Rom.

## Leben
Fernando Ocáriz Braña ist der Sohn von José Ocáriz Gómez und María-Dolores Braña Zalba, und der jüngste von acht Geschwistern. Seine Eltern waren Republikaner und hatten während des Spanischen Bürgerkriegs in Frankreich Zuflucht gefunden. Er studierte zunächst Physik an der Universität Barcelona (Abschluss 1966) und danach Katholische Theologie an der Lateranuniversität in Rom (Abschluss 1969). Mit einer von der aristotelisch-thomistischen Lehre von Partizipation und Seinsakt ausgehenden Arbeit zum Thema „In Christus Kinder Gottes. Einführung in eine Theologie der übernatürlichen Partizipation“ (Hijos de Dios en Cristo. Introducción a una teología de la participación sobrenatural) wurde er 1971 an der Universität Navarra zum Dr. theol. promoviert und empfing am 15. August desselben Jahres die Priesterweihe durch den Erzbischof von Barcelona Marcelo González Martín. 1984 wurde er ordentlicher Professor für Fundamentaltheologie und Dogmatik an der Päpstlichen Universität Santa Croce.
1986 wurde er zum Konsultor der Kongregation für die Glaubenslehre und 1988 zum Konsultor der Päpstlichen Kommission Ecclesia Dei ernannt. Seit 1989 ist er Mitglied der Päpstlichen Akademie für Theologie sowie seit 2003 Konsultor der Kleruskongregation und seit 2011 Konsultor des Päpstlichen Rats zur Förderung der Neuevangelisierung. Laut John L. Allen ist er einer der wichtigsten Autoren der Erklärung Dominus Iesus (über die Einzigkeit und heilbringende Universalität Jesu Christi und der Kirche). Als einer von drei Theologen war er verantwortlich für die Diskussion mit der Priesterbruderschaft St. Pius X. in den strittigen Fragen des Zweiten Vatikanischen Konzils.
Ocáriz war Mitarbeiter des Bischofs Álvaro del Portillo, in Rom. Am 23. April 1994 wurde er von seinem Vorgänger Bischof Javier Echevarria zum Generalvikar der Personalprälatur Opus Dei ernannt.
Nach dem Tod Javier Echevarrías wurde er zu dessen Nachfolger als Prälat des Opus Dei gewählt und am 24. Januar 2017 von Papst Franziskus bestätigt. Damit ist er in Personalunion auch Großkanzler der 1984 gegründeten Päpstlichen Universität Santa Croce, an der er als Professor lehrte.
Er hat mehrere Schriften und Aufsätze zur Philosophie und Theologie in verschiedenen Sprachen geschrieben, vor allem im Bereich der Geschichtsphilosophie und Christologie.
2022 wurde Ocáriz die Ehrendoktorwürde der Päpstlichen Theologischen Fakultät in Breslau verliehen.

## Veröffentlichungen (Auswahl)
- Christen in der Gesellschaft des 21. Jahrhunderts, FE-Verlag, Kisslegg 2022, ISBN 9783863573515
- Im Licht des Evangeliums – Kurzbetrachtungen, FE-Verlag, Kisslegg 2022
- Die Welt ist in der Kirche versöhnt, Fassbaender, Wien 2016, ISBN 3902575751
- Abba Vater – Als Kinder Gottes leben, Adamas Verlag, Köln 1999 (mit Jutta Burggraf)
- God as Father, Scepter 1998
- Die Berufung zum Opus Dei als Berufung zur Kirche, in: Das Opus Dei in der Kirche, Bonifatius Verlag, Paderborn 1997
- The Mystery of Jesus Christ: a Christology and Soteriology textbook, Four Courts Press, Blackrock 1994
- Dichiarazione Mysterium Ecclesiae, 24. Juni 1973: testo e commenti, Congregazione per la dottrina della fede, commenti F. Ocáriz, S. Nagy, Lib. Ed. Vat., Vatikan 1993
- Questioni di teologia fondamentale, Ateneo Romano della Santa Croce, Roma 1993
- Questioni su tradizione e magistero, dispense ad uso degli studenti, Ateneo Romano della Santa Croce, Roma 1993
- Teologia Fondamentale I, Ateneo Romano della Santa Croce, Rom 1992
- Il prelato dell’Opus Dei è vescovo: significato ecclesiale e teologico dell’ordinazione, Studi Cattolici 35 (1991) 22–29
- Teologia Fondamentale (Prima Parte), Rom 1991
- El misterio de Jesucristo. Lecciones de cristología y soteriología, EUNSA, Pamplona 1991; 1993